# 仿平鮋
仿平鮋，為輻鰭魚綱鮋形目鮋亞目平鮋科的其中一種，為亞熱帶魚類，分布於中太平洋東部美國加州南部至墨西哥哥德洛普島島海域，棲息深度99-293公尺，體長可達30公分，棲息在底層水域，卵胎生，生活習性不明。